# Марш против ненависти
Марш против ненависти — ежегодно проходивший в Санкт-Петербурге марш, посвящённый противостоянию нетерпимости, ксенофобии и дискриминации по признаку пола, расы, национальности, цвета кожи, языка, происхождения, имущественного и должностного положения, социальной принадлежности, места жительства, отношения к религии, убеждений, принадлежности к общественным объединениям, сексуальной ориентации и прочих.
Акция проводилась с 2004 года 24 июня в память об убитом неонацистами учёном-антропологе и правозащитнике Николае Михайловиче Гиренко, выступавшем экспертом в судах по преступлениям ненависти, и приурочена к его дню рождения (31 октября). Сотни людей проходят традиционный маршрут в центре города — от площадки перед спортивным комплексом «Юбилейный» (станция метро «Спортивная») до площади академика Сахарова, призывая к уважению человеческого достоинства и борьбе с ненавистью.

## История
В 2004 году в городе произошёл ряд громких убийств на почве национальной ненависти: в феврале забили ножами восьмилетнюю девочку-таджичку Хуршеду Султонову, в июне застрелили учёного Н. М. Гиренко, в октябре зарезали двадцатилетнего вьетнамского студента Ву Ань Туаня. По инициативе ряда правозащитников (в том числе Александра Винникова) 31 октября был проведён первый «Марш против ненависти». В шествии приняло участие около 500 человек, среди которых были представители студенчества, национальных диаспор, партий «Яблоко», «СПС» и «Рабочей демократии». На митинге выступили депутат Государственной Думы РФ Сергей Попов, парламентарии Законодательного собрания Санкт-Петербурга Михаил Амосов, Юрий Гладков и Наталья Евдокимова, а также представители вьетнамской, грузинской диаспор и организации «Африканское единство». Они призвали власти к противостоянию нацизму и насилию на почве национальной вражды.
В 2005 году 6 ноября в акции принимали участие около 300 человек, среди них представители «Яблока», «СПС», «Авангарда красной молодежи», партии «Наш выбор», НБП, движения «Оборона», ОГФ, ассоциации марксистских организаций, африканское землячество. Аналогичный марш прошёл в Воронеже в ответ на убийство перуанского студента Анхелеса Уртадо Энрике Артуро.
В 2006 году 29 октября на третий марш вышло около 700 человек. В шествии участвовали представители «Республиканской партии», «Яблока», «ОГФ», «Обороны», анархисты. Присутствовали также депутаты ЗАКСа Петербурга. На митинге выступил уполномоченный по правам человека в России Владимир Лукин, актер Олег Басилашвили и Ольга Старовойтова (сестра убитой правозащитницы Галины Старовойтовой). Они потребовали расследований убийств правозащитников Николая Гиренко и застреленной в этом году Анны Политковской. Многие высказали возмущение антигрузинской компанией в России, начавшейся во время войны в Грузии. В Москве аналогичная акция была запрещена властями.
В 2007 году в Марше приняли участие правозащитные организации «Мемориал» и «Гражданский контроль», питерские отделения партий «СПС» (Никита Белых и Леонид Гозман) и «Яблоко» (Максим Резник и Михаил Амосов), ОГФ (Ольга Курносова), Юлий Рыбаков, Народно-демократический союз, анархисты. Пришедшую на марш организацию «Молодая гвардия Единой России» организаторы обвинили в попытке провокации, однако разрешили принять участие в акции. Всего в шествии приняло участие около 1500 человек.
В 2008 году, как и в прошлом году, организаторами Марша выступили движения «Мемориал» и «Гражданский контроль», питерские отделения партий СПС и «Яблоко». В нём приняли участие около 200 человек.
В 2009 году на шестом «Марше против ненависти» вспоминали убитую летом правозащитницу Наталью Эстемирову. В шествии приняли участие «Мемориал», «Солдатские матери», «Яблоко», «Солидарность», «Оборона», анархисты, «Африканское единство», «Зеленая волна», «Антифа», «Охтинская дуга», РДСМ. В нём впервые официально приняли участие ЛГБТ-активисты («Выход»). Количество участников оценивалось от 300 до 500 человек. Выступающие подвергли сомнению оправданность вручения губернатору Валентине Матвиенко премии ЮНЕСКО «за толерантность». Органы ФМС на митинге устроили проверку документов у людей с темным цветом кожи, что вызвало возмущение участников акции. Митинг завершился минутой молчания в память убитого 22 сентября этого года в Москве на почве расовой ненависти уроженца Улан-Удэ.
В 2010 году, в год семидесятилетия Николая Гиренко, правозащитное сообщество разошлось по поводу оценки наличия в Уголовном кодексе РФ 282 статьи («Возбуждение ненависти либо вражды»). Организаторы марша объявили о поддержке статьи, однако движение «Солидарность» призвало к изменению позиции и внесению в требования акции уточнения формулировок 282 статьи, которые бы исключили её произвольное толкование и использование в качестве репрессивной к оппозиции. В итоге стороны пришли к пониманию. В шествии приняли участие правозащитные, либеральные, демократические, социалистические организации, ЛГБТ-активисты и анархисты. «Молодая гвардия Единой России», которую ряд организаций обвиняют в пропаганде ненависти, была представлена всего парой человек.
В 2011 году из-за сохраняющихся разногласий в рядах правозащитников и демократов «Марш против ненависти» был проведён активистами «Единой России» 30 октября, дата совпала с Днём памяти жертв политических репрессий. Ряд гражданских активистов обвинили «партию власти» в рейдерском захвате и провокации. В шествии приняли участие 70-80 человек. На митинге выступили депутаты ЗАКСа Игорь Риммер и Виталий Милонов, руководитель исполкома петербургского отделения «Единой России» Дмитрий Юрьев, первый зампред комитета Государственной Думы по вопросам семьи, женщин и детей Наталья Карпович. Они призвали к терпимости по национальному и религиозному признакам, вспомнили жертв красного террора, а также священника Даниила Сысоева, Евгения Родионова, упомянули «кавказский национализм», призвали к «толерантности с кулаками» и отказали в участии гомосексуалам.
В 2012 году коалиция «Демократический Петербург» объявила о намерении продолжить организацию «Марша против ненависти».